# Рянза (Сердобский район)
Рянза — село в Сердобском районе Пензенской области. Входит в состав Рощинского сельсовета.

## География
Село расположено в юго-западной части области на расстоянии примерно в 10 километрах по прямой к юго-западу от районного центра Сердобска.
Часовой пояс
Село Рянза как и вся Пензенская область, находится в часовой зоне МСК (московское время). Смещение применяемого времени относительно UTC составляет +3:00.

## Население
| 1795  | 1859 | 1877 | 1886 | 1897 | 1911 | 1926  |
| ----- | ---- | ---- | ---- | ---- | ---- | ----- |
| 100   | ↗291 | ↗481 | ↗565 | ↗689 | ↗877 | ↗1054 |
| 1928  | 1939 | 1959 | 1979 | 1989 | 1996 | 2002  |
| ↗1228 | ↘537 | ↘411 | ↘118 | ↘2   | ↘1   | ↗2    |
| 2010  |      |      |      |      |      |       |
| ↗3    |      |      |      |      |      |       |

Национальный состав
Согласно результатам переписи 2002 года, в национальной структуре населения русские составляли 100 % из 2 чел..